# العلاقات الجيبوتية الفنزويلية
العلاقات الجيبوتية الفنزويلية هي العلاقات الثنائية التي تجمع بين جيبوتي وفنزويلا.

## مقارنة بين البلدين
هذه مقارنة عامة ومرجعية للدولتين:
| وجه المقارنة                                              | جيبوتي                    | فنزويلا                                  |
| --------------------------------------------------------- | ------------------------- | ---------------------------------------- |
| المساحة (كم2)                                             | 23.20 ألف                 | 916.45 ألف                               |
| عدد السكان (نسمة)                                         | 956.99 ألف                | 28.87 مليون                              |
| الكثافة السكانية (ن./كم²)                                 | 41.25                     | 31.5                                     |
| العاصمة                                                   | جيبوتي                    | كاراكاس                                  |
| اللغة الرسمية                                             | لغة فرنسية، اللغة العربية | اللغة الإسبانية، لغة الإشارة الفنزويلية ‏ |
| العملة                                                    | فرنك جيبوتي               | بوليفار فنزويلي                          |
| الناتج المحلي الإجمالي (بليون دولار)                      | 1.84 مليار                | 482.36 مليار                             |
| الناتج المحلي الإجمالي (تعادل القوة الشرائية) بليون دولار | 3.10 مليار                |                                          |
| الناتج المحلي الإجمالي الاسمي للفرد دولار أمريكي          | 1.95 ألف                  |                                          |
| الناتج المحلي الإجمالي للفرد دولار أمريكي                 | 3.27 ألف                  |                                          |
| مؤشر التنمية البشرية                                      | 0.470                     | 0.762                                    |
| رمز المكالمات الدولي                                      | +253                      | +58                                      |
| رمز الإنترنت                                              | .dj                       | .ve                                      |
| المنطقة الزمنية                                           | ت ع م+03:00               | 00                                       |

## منظمات دولية مشتركة
يشترك البلدان في عضوية مجموعة من المنظمات الدولية، منها:
| علم المنظمة | اسم المنظمة                        | تاريخ انضمام جيبوتي | تاريخ انضمام فنزويلا |
| ----------- | ---------------------------------- | ------------------- | -------------------- |
|             | الاتحاد البريدي العالمي            | ?                   | ?                    |
|             | البنك الدولي للإنشاء والتعمير      | 1 أكتوبر 1980       | 30 ديسمبر 1946       |
|             | منظمة التجارة العالمية             | ?                   | ?                    |
|             | يونسكو                             | 31 أغسطس 1989       | 25 نوفمبر 1946       |
|             | وكالة ضمان الاستثمار متعدد الأطراف | 12 يناير 2007       | 9 مايو 1994          |
|             | منظمة حظر الأسلحة الكيميائية       | ?                   | ?                    |
|             | منظمة الشرطة الجنائية الدولية      | ?                   | ?                    |
|             | مؤسسة التمويل الدولية              | 1 أكتوبر 1980       | 28 ديسمبر 1956       |
|             | الأمم المتحدة                      | 20 سبتمبر 1977      | 15 نوفمبر 1945       |
|             | الاتحاد الدولي للاتصالات           | 22 نوفمبر 1977      | 13 أغسطس 1920        |

## وصلات خارجية
- موقع وزارة الخارجية الفنزويلية